# منتخب آيسلندا لكرة اليد للسيدات
منتخب آيسلندا الوطني لكرة اليد للسيدات هو ممثل آيسلندا الرسمي في المنافسات الدولية في كرة اليد في فئة رياضة نسوية.